# Мартінське передгір'я
Мартінське передгір'я (Martinské predhorie) — гірський масив в Словаччині; геоморфологічна підодиниця масиву Лучанська Фатра.. Місце розташування — Жилінський край.